# Калек (Любуське воєводство)
Калек (пол. Kałek, нім. Kalke) — село в Польщі, у гміні Любсько Жарського повіту Любуського воєводства.
Населення — 62 особи (2011).
У 1975-1998 роках село належало до Зеленогурського воєводства.

## Демографія
Демографічна структура станом на 31 березня 2011 року:
|          | Загалом | Допрацездатний вік | Працездатний вік | Постпрацездатний вік |
| -------- | ------- | ------------------ | ---------------- | -------------------- |
| Чоловіки | 26      | 7                  | 16               | 3                    |
| Жінки    | 36      | 10                 | 21               | 5                    |
| Разом    | 62      | 17                 | 37               | 8                    |